# Brezova (miasto Kraljevo)
Brezova (cyr. Брезова) – wieś w Serbii, w okręgu raskim, w mieście Kraljevo. W 2011 roku liczyła 350 mieszkańców.